# Grand Conseil des Cris
Le Grand Conseil des Cris (GCC ; en cri : Eeyou Istchee) est un conseil tribal représentant neuf communautés cries du Nord-du-Québec, au Québec (Canada). Les élus du Grand Conseil des Cris sont les mêmes que ceux du Gouvernement de la nation crie. Depuis 2017, une Entente sur la gouvernance de la Nation crie signée entre le gouvernement du Canada et les Cris d'Eeyou Istchee garantit à ces derniers l'autonomie gouvernementale et un gouvernement responsable.

## Histoire
Le Grand Conseil des Cris est créé en 1974 pendant les négociations au sujet de la réalisation du projet hydroélectrique de la Baie-James. Lors de l'annonce par le gouvernement du Québec de son intention de développer le potentiel hydraulique des rivières de la région de la Baie-James, en avril 1971, les Cris (en cri : Eeyouch) de la région sont gouvernés par des structures politiques traditionnelles locales. Les structures des huit villages cris sont alors axées sur l'exploitation de la faune (la chasse, la pêche et le piégeage) et les terres partagées en territoires familiaux dirigés par un maître-trappeur (en cri : Outchimau). 
De 1971 à 1974, les Cris du Québec participent à l'Association des Indiens du Québec et, à ce titre, jouent un rôle clé dans l'opposition des autochtones du Québec au Projet de la Baie-James. Avant le mois de mai 1972, le gouvernement du Québec et Hydro-Québec envisageaient deux projets distincts. Un projet était centré sur la Grande Rivière dans le Nord et devait affecter directement le village et les territoires de chasse de Fort George. L'autre projet, le Complexe Nottaway-Broadback-Rupert (NBR), était centré sur les rivières méridionales de la région où se trouvent la plupart des villages cris de la région.
Le Grand Conseil des Cris représentait les Cris du Québec lors des négociations avec le gouvernement du Québec et le gouvernement du Canada sur la réalisation du projet hydroélectrique et sur la reconnaissance de leur droit, en tant qu'autochtones, sur les terres de la région de la Baie-James. C'est aussi le Grand Conseil qui a signé en novembre 1975 la Convention de la Baie-James et du Nord québécois.

## Communautés
La Grand Conseil des cris représente neuf Premières Nations (au sens de « bandes indiennes ») :
1. Chisasibi
2. Eastmain
3. Mistissini
4. Nemaska
5. Oujé-Bougoumou
6. Waskaganish
7. Whapmagoostui
8. Waswanipi
9. Wemindji

## Liste des Grands Chefs
- 1974 à 1984 : Billy Diamond
- 1984 à 1987 : Ted Moses
- 1987 à 1999 : Matthew Coon Come
- 1999 à 2005 : Ted Moses
- 2005 à 2009 : Matthew Mukash
- 2009 à 2017 : Matthew Coon Come
- 2017 à 2021 : Abel Bosum
- 2021 à 2025 : Mandy Gull-Masty[2]
- Mars à Juillet 2025 : Norman A. Wapachee [3]
- Depuis Juillet 2025: Paul John Murdoch